# Calle de la Catorcena
La calle de la Catorcena es una vía pública de la ciudad española de Segovia.

## Descripción
La vía discurre desde la plaza de San Facundo hasta la del Conde de Alpuente, con cruce a medio camino con la calle Angosta. Aparece descrita en Las calles de Segovia (1918) de Mariano Sáez y Romero con las siguientes palabras:

Catorcena.—Tiene su entrada por la plazuela de San Facundo y salida a la del Conde de Alpuente. Esta calle corta y sin entrada de casa, se llama así en recuerdo de la fiesta anual de la Catorcena que se celebra en el domingo inmediato al 1.º de septiembre en una iglesia, y si ya no existe, en alguna de las que se conservan de las catorce en que antes estaban divididas las feligresías de Segovia y fiesta de la Catorcena, esteblecida en acción de gracias del milagro del Corpus, cuya descripción corresponde a otra vía pública. Consiste la Catorcena en la celebración de solemnes funciones religiosas, a las que contribuyen los feligreses con donativos en metálico o en objetos para el adorno y reparación de los templos. Concurren a ellas los sacerdotes hijos de la pila, que tienen los sermones; hay procesión a la iglesia de Corpus Christi, iluminaciones, bailes y demás regocijos más o menos importantes, según la riqueza y extensión de la parroquia. Los donativos para estas funciones de la Catorcena, han contribuído mucho a la conservación de los templos segovianos. Omitimos reseñar el orden de celebración anual de esta fiesta, que consta en todas las historias y guías de Segovia.
(Sáez y Romero, 1918, p. 36)